# Ibeotettix steinbachi
Ibeotettix steinbachi är en insektsart som beskrevs av Günther, K. 1979. Ibeotettix steinbachi ingår i släktet Ibeotettix och familjen torngräshoppor. Inga underarter finns listade i Catalogue of Life.